# 名探偵登場
『名探偵登場』（めいたんていとうじょう、原題：Murder by Death）は、1976年公開のアメリカ合衆国のミステリ映画。エルキュール・ポワロやミス・マープル、サム・スペードなどの有名な架空の名探偵らをパロディ化したコメディタッチのミステリであり、プロットとしては「そして誰もいなくなった」に代表されるクローズド・サークルの設定を用いている。

## ストーリー
「今夜12時、この中の誰かが惨殺される。そして犯人もこの中の誰かだ。正解者には現金100万ドル」

ミステリーマニアの謎の大富豪トウェインは、オカルトめいた仕掛けに満ちた自邸に世界中から有名な5人の探偵（とその助手）を招き、自らが仕掛けた殺人トリックの推理を競わせる。探偵たちは様々な仕掛けに驚かされながらも、晩餐の席で始まる事件を解決しようとするが、深夜12時、大富豪は予告通り謎の死を遂げた（死体は背中を12か所刺されており、これは「オリエント急行殺人事件」の借用である）。クローズド・サークルに参加しているのは全員が名探偵とその同伴者ということもあり、いずれも「迷推理」で次々と意外な真相を明らかにしていく。ところが、事件の真相を握っていたのは意外な人物だった。

## キャスト
| 役名                         | 俳優                     | 日本語吹替                          | モデル                                                                           |
| 役名                         | 俳優                     | TBS版                               | モデル                                                                           |
| ---------------------------- | ------------------------ | ----------------------------------- | -------------------------------------------------------------------------------- |
| サム・ダイヤモンド           | ピーター・フォーク       | 小池朝雄                            | ダシール・ハメット作の推理小説「マルタの鷹」の私立探偵サム・スペード             |
| ジェシカ・マーブルズ         | エルザ・ランチェスター   | 高橋和枝                            | アガサ・クリスティ作の推理小説に登場するミス・ジェーン・マープル                 |
| ディック・チャールストン     | デヴィッド・ニーヴン     | 中村正                              | ダシール・ハメット作の推理小説「影なき男」のチャールズ夫妻（ニック・チャールズ） |
| ドーラ・チャールストン       | マギー・スミス           | 藤波京子                            | ダシール・ハメット作の推理小説「影なき男」のチャールズ夫妻（ノラ・チャールズ）   |
| シドニー・ワン               | ピーター・セラーズ       | 羽佐間道夫                          | アール・デア・ビガーズ作の推理小説に登場する中国系ハワイ人刑事チャーリー・チャン |
| ミロ・ペリエ                 | ジェームズ・ココ         | 滝口順平                            | アガサ・クリスティ作の推理小説に登場する私立探偵エルキュール・ポワロ             |
| ジェームズサー・ベンソンマム | アレック・ギネス         | 千葉耕市                            |                                                                                  |
| ライオネル・トウェイン       | トルーマン・カポーティ   | 内海賢二                            | 鉄道模型会社「ライオネル・トレイン（Lionel Train）」のもじり                     |
| テス・スケフィントン         | アイリーン・ブレナン     | 花形恵子                            |                                                                                  |
| マルセル                     | ジェームズ・クロムウェル | 幹本雄之                            |                                                                                  |
| ウィリー・ワン               | リチャード・ナリタ       | 千葉繁                              |                                                                                  |
| ウィザース                   | エステル・ウィンウッド   | 鈴木れい子                          |                                                                                  |
| イェッタ                     | ナンシー・ウォーカー     |                                     |                                                                                  |
|                              |                          |                                     |                                                                                  |
| 演出                         | 演出                     | 佐藤敏夫                            | 佐藤敏夫                                                                         |
| 翻訳                         | 翻訳                     | 佐藤一公                            | 佐藤一公                                                                         |
| 効果                         | 効果                     | 遠藤堯雄/桜井俊哉                   | 遠藤堯雄/桜井俊哉                                                                |
| 調整                         | 調整                     | 平野富夫                            | 平野富夫                                                                         |
| 制作                         | 制作                     | 東北新社                            | 東北新社                                                                         |
| 解説                         | 解説                     | 荻昌弘                              | 荻昌弘                                                                           |
| 初回放送                     | 初回放送                 | 1981年12月21日 『月曜ロードショー』 | 1981年12月21日 『月曜ロードショー』                                              |

## 結末が異なるバージョンについて
当初、制作されたバージョンでは、終盤になってシャーロック・ホームズとジョン・H・ワトスンが現れる。ふたりは他の名探偵の推理を一笑に付して、真相を明らかにして去っていく。ホームズをキース・マコンネル、ワトソンをリチャード・ピールという俳優が演じていた。しかし、オールスター・キャストの映画にあって、無名俳優が場面をさらうことにスターたちの反発を受け、再撮影が行われた。結果、名探偵たちの鼻を明かすのはカポーティの役割となることでスターたちを説き伏せた。ホームズとワトソン登場版はアメリカの一部の州のみで公開され、その他の地域では上記の再撮影版が上映された。日本公開版にもホームズとワトソンは登場していない。

## 書誌情報
『名探偵登場』ニール・サイモン著、小鷹信光訳、1976年・三笠書房刊
- 映画公開に合わせて刊行されたノベライズ。ニール・サイモン名義になっているが、実際に執筆したのはゴーテ警部シリーズの著者、H・R・F・キーティングであり、本編中にはゴーテ警部についてトウェインが三流のミステリだと扱き下ろす描写もある。
- ストーリー展開は映画と同じだが、執事の名前は「ジェームズ・ベンスン」であり、「ジェームズ・サー(ご主人)・ベンスンマム(奥様)」と名乗ったのは、チャールストン夫妻をからかったジョークである、とされている。
- 映画の最後の最後に明かされる、「彼」の正体、どんでん返しがない。ラストは名探偵たちに「彼」が賞賛を送って終了する。

## 姉妹編『名探偵再登場』
1978年に公開された『名探偵再登場』（原題：The Cheap Detective）は、監督のロバート・ムーア、脚本のニール・サイモン、出演者のピーター・フォーク、ジェームズ・ココ、アイリーン・ブレナン、ジェームズ・クロムウェル等が共通しているものの、設定を引き継いでいない。本作がクローズド・サークルのミステリ作品をパロディ化したのに対して、『名探偵再登場』では『マルタの鷹』と『カサブランカ』を元にしたハードボイルド作品のパロディになっている。

## その他
- ジェームズサー・ベンソンマムを演じたアレック・ギネスは、翌年の映画『スター・ウォーズ』（1977年）でオビワン・ケノービを演じたが、その脚本を本作の撮影中に受け取り、楽屋で読んでいた。その姿を見た脚本のニール・サイモンによれば、ギネスは「未来の話だ」といって誉めていた。[4]
- 脚本のニール・サイモンによれば、シドニー・ワン役の第一候補はオーソン・ウェルズであったが、ウェルズは脚本を気に入ったものの舞台と重なったため出演できなかった。ホストとなるライオネル・トウェイン役をトルーマン・カポーティが演じることを聞くとウェルズは、驚きながらも「彼ならいいまとめ役になる」とコメントしたという。[4]
- トウェイン邸のドアベルとして使われている女性の叫び声は、映画『キング・コング』（1933年）でアン・ダロウを演じたフェイ・レイの叫び声である。[5]
- 本作では４つのシーンがカットされている。すなわち、冒頭でチャールストン夫妻がトウェイン邸に向かう際に、サム・ダイヤモンドにガソリンとオイルを買いに行かされたテス・スケフィントンを轢きそうになるシーン、シドニー・ワンの養子ウィリーがトウェインの死体に布をかける際にトウェインが握っていたメモを見つけるものの、メモを見つけただけで満足して読まず、自分が養父より探偵として優れていると自賛していたところ、ダイヤモンドにメモを奪われた挙句「牧場に電話して牛乳の配達を止めるように。ライオネル・トウェイン死亡す」という殺人の手がかりではないメモであったことを暴露されて恥じるシーン、ジェシカ・マーブルズがタクシーで移動するシーン（ドライバーはピーター・セラーズが演じた）、そして前述の「結末が異なるバージョン」のシーンである。[6]
- 本作のムードは1930年代から1940年代初頭を想起させるが、その細部を観察すると（台所の食料品のブランド、切手、劇中で語られるトウェインの生年月日と年齢、ペーパーバックの価格等）は、舞台が同時代（1970年代）であることを示している。探偵たちが招待された「夕食と殺人の夕べ」は、（トウェインの卓上カレンダーが正しいと仮定すれば）10月12日（土）から13日（日）にかけて行われており、曜日から1974年であることが示唆される。[7]
- 映画の最初と最後に登場するアートワークは、『ニューヨーカー』誌のコミックシリーズ「アダムス・ファミリー」の作者であるチャールズ・アダムスによるもの。[8]
- 登場人物が乗っていた車については、サム・ダイヤモンド及びテス・スケフィントンは1948年型シボレー・フリートマスター、チャールストン夫妻は1936年か1937年のシルバーのパッカード12クーペ・ロードスター、ワン父子は1947年製のフォード・スーパー・デラックス"ウッディ"ステーションワゴン、ペリエと運転手のマルセルは1953年製のシトロエン11B、カットされたがジェシカ・マーブルズと看護婦はイギリスのビンテージ・タクシーである。[9]